# 天主教霍尼亞拉總教區
天主教霍尼亞拉總教區（拉丁語：Archidioecesis Honiarana）是所羅門群島一個羅馬天主教教省總教區，包括東南部五省和首都霍尼亞拉。下轄兩個教區。
英屬所羅門群島宗座監牧區成立於1897年7月12日，1912年6月1日升為南所羅門群島宗座代牧區，1966年11月15日升為教區，1978年11月15日升為總教區。
2006年有教友47,762人（佔轄區總人口22.7%）、十三個堂區、四十名司鐸。現任總主教為阿德连·史密斯。